# Schnega
Schnega ist eine Gemeinde im äußersten Südwesten des Landkreises Lüchow-Dannenberg in Niedersachsen. Das Gebiet der Gemeinde wird auch Swinmark genannt. Die Gemeinde gehört zur Samtgemeinde Lüchow (Wendland).

## Geografie

### Geografische Lage
Schnega liegt im Naturpark Wendland.Elbe.
Das Schnegaer Mühlenbachtal liegt zum Teil auch auf Schnegaer Gebiet.

### Gemeindegliederung

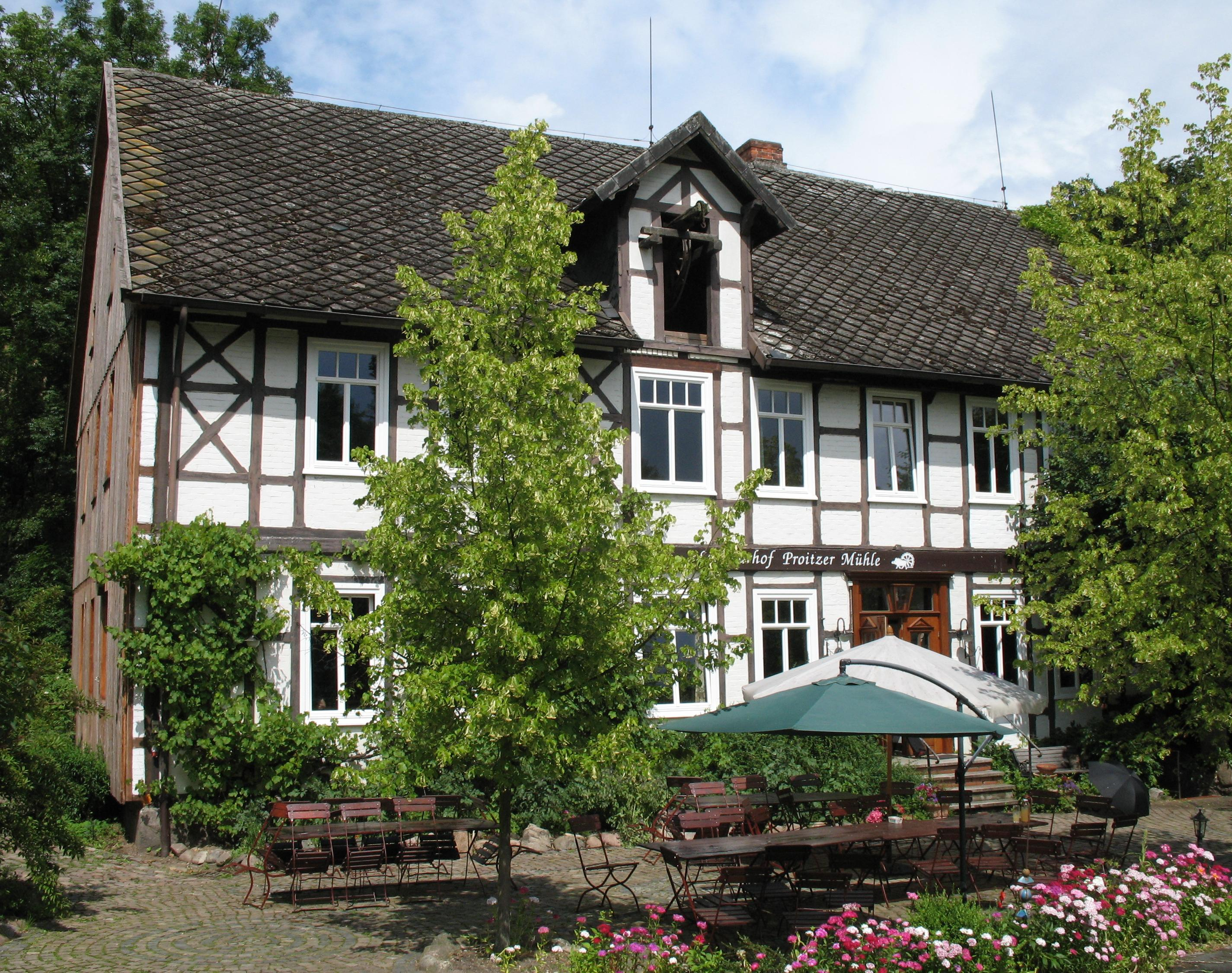
„Proitzer Mühle“ an der Niedersächsischen Mühlenstraße

Die Gemeinde Schnega besteht aus folgenden Ortsteilen:
- Billerbeck
- Gielau
- Gledeberg
- Göhr (bis 16. März 1936 Göhrde[2]) mit Grotenhof
- Harpe
- Leisten
- Lütenthien
- Proitze mit Molden
- Schäpingen
- Schnega (Kernbereich) mit Oldendorf und Bahnhof Schnega
- Starrel
- Solkau mit Loitze
- Thune
- Warpke mit Külitz
- Winterweyhe mit Kreyenhagen

## Eingemeindungen
Am 1. Juli 1972 wurden die Gemeinden Billerbeck, Gielau, Gledeberg, Göhr, Harpe, Leisten, Lütenthien, Proitze, Schäpingen, Solkau, Thune, Warpke und Winterweyhe eingegliedert.

## Religion

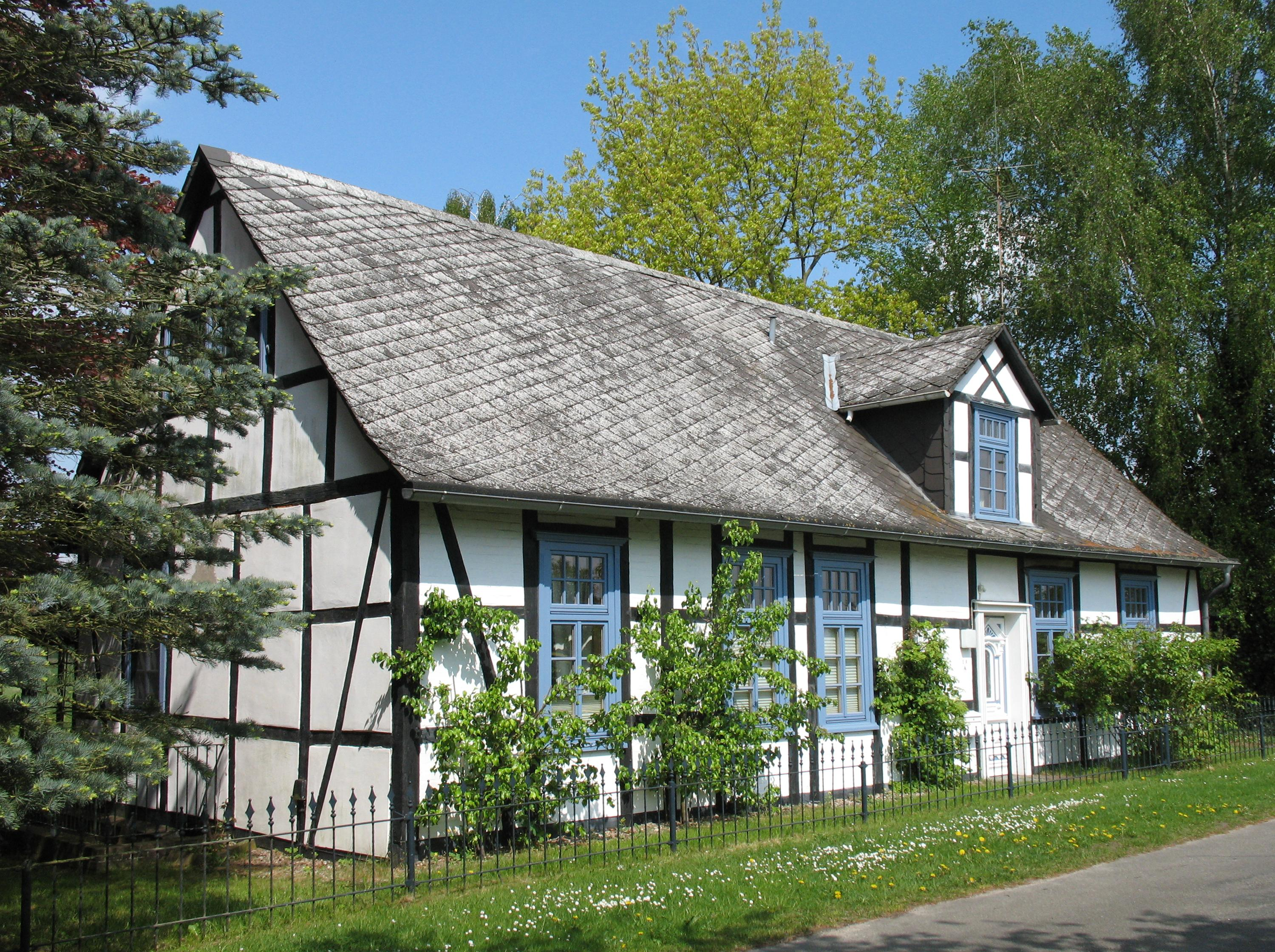
Haus in Gledeberg

Urkundlich 1263 erwähnt, war Schnega bis zur Reformation eine Propstei des Bistums Verden an der Aller. Das Patronat wurde seit 1302 vom Kloster Diesdorf (Altmark), später von den auf dem Gut Schnega ansässigen Familien ausgeübt. Diese waren bis zu ihrem Aussterben 1666 die Familie von Bodendieck, danach ab 1678 die Freiherren Grote und infolge Heirat seit Mitte des 20. Jahrhunderts die Familie von Reden.
Die evangelisch-lutherische Kirchengemeinde Schnega erstreckt sich über den Ort Schnega hinaus auf 22 Dörfer. Dazu gehören vier Kapellen in den Orten Nienbergen (Gemeinde Bergen an der Dumme), Thune, Müssingen (Gemeinde Soltendieck) und Schäpingen. Drei der Dörfer befinden sich im Landkreis Uelzen. Seit 2005 ist Schnega pfarramtlich mit der Kirchengemeinde Bergen verbunden. Das Pfarramt erstreckt sich jetzt über insgesamt 30 Ortschaften mit Distanzen bis zu 18 km auf einer Fläche von etwa 100 km². Der Sitz des Pfarramts mit der Wohnung des Pastors ist im Pfarrhaus in Schnega. Die Kirchengemeinde gehört zum Kirchenkreis Lüchow-Dannenberg.

## Politik
Die Gemeinde Schnega gehört zum Landtagswahlkreis 48 Elbe und zum Bundestagswahlkreis 38 Lüchow-Dannenberg – Lüneburg.

### Gemeinderat
Der Rat der Gemeinde Schnega setzt sich aus neun Mitgliedern zusammen. Die Ratsmitglieder werden durch eine Kommunalwahl für jeweils fünf Jahre gewählt.
Bei der Kommunalwahl 2021 ergab sich folgende Sitzverteilung:
| Gemeinderat 2021Insgesamt 11 Sitze - SPD: 1 - Grüne: 2 - SOLI: 1 - Unabh.: 1 - UWG: 1 - CDU: 5 |

Vorherige Sitzverteilungen:
| Wahljahr                                                  | CDU | Grüne | UWG | SPD | Gesamt  |
| 2016                                                      | 5   | 3     | 1   | 1   | 9 Sitze |
| __________________________ UWG: Unabh. Wählergem. Schnega |     |       |     |     |         |

### Bürgermeister
Bürgermeisterin ist Annegret Gerstenkorn (CDU).
Von 1991 bis 2016 war Wilhelm von Gottberg Bürgermeister.

## Kultur und Sehenswürdigkeiten

### Kirchen und Kapellen
Kirche St. Michaelis

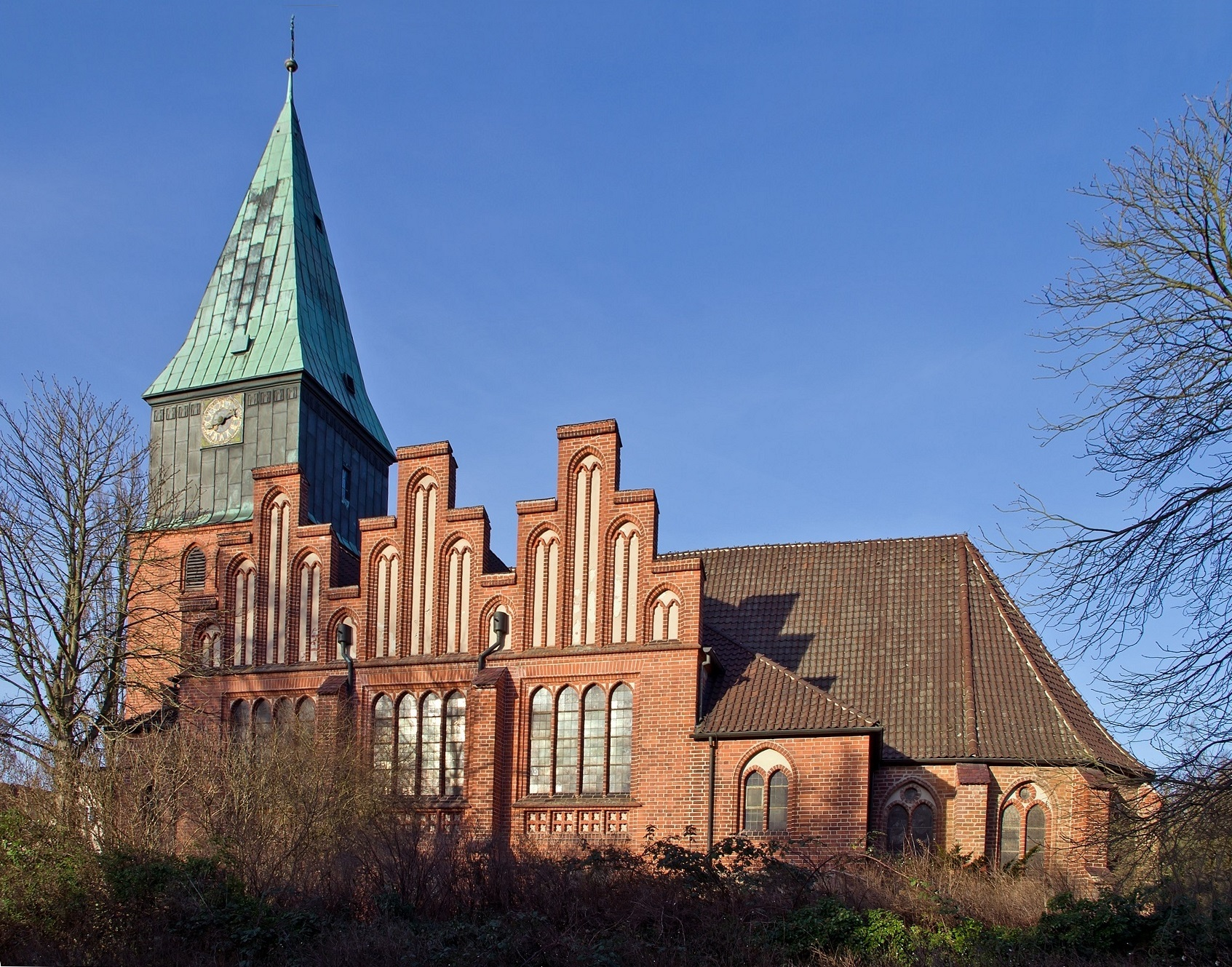
St.-Michaelis-Kirche

Die Kirche war ursprünglich ein kombinierter Feldstein- und Ziegelbau mit Balkendecke aus dem 12. Jahrhundert. Von 1912 bis 1913 wurde sie in stilistischer Anlehnung an die Backsteingotik und unter Einbeziehung von älteren Bauteilen weitgehend neu erbaut. Die Kirche bestimmt durch ihre zentrale, etwas erhöhte Lage das Ortsbild von Schnega. In die Innenausstattung wurden Objekte aus der Spätgotik, der Renaissance und dem Barock integriert.
Kapelle in Schäpingen

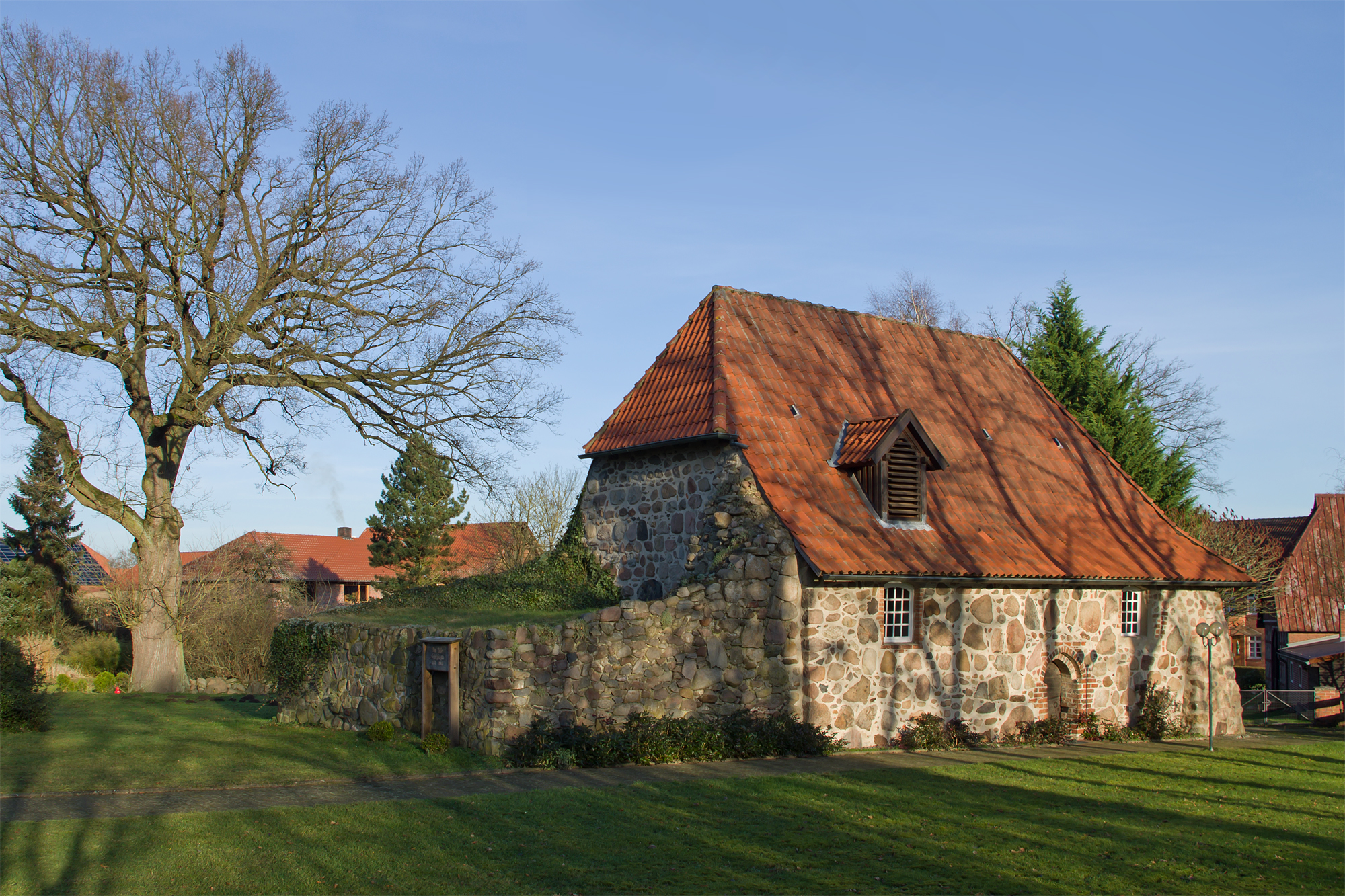
Feldsteinkapelle Schäpingen

Um 1150 wurde die Kapelle erbaut. Sie hatte früher einen Wehrturm, dessen Fundamente heute noch erhalten sind. Eine monumentale Bilderbibel aus dem 15. Jahrhundert zeigt die Lebensgeschichte Jesu. Aus der Gründerzeit stammt vermutlich die roh bearbeitete Eingangstür aus Eichenholz mit ihrer Verriegelung.
Kapelle in Thune

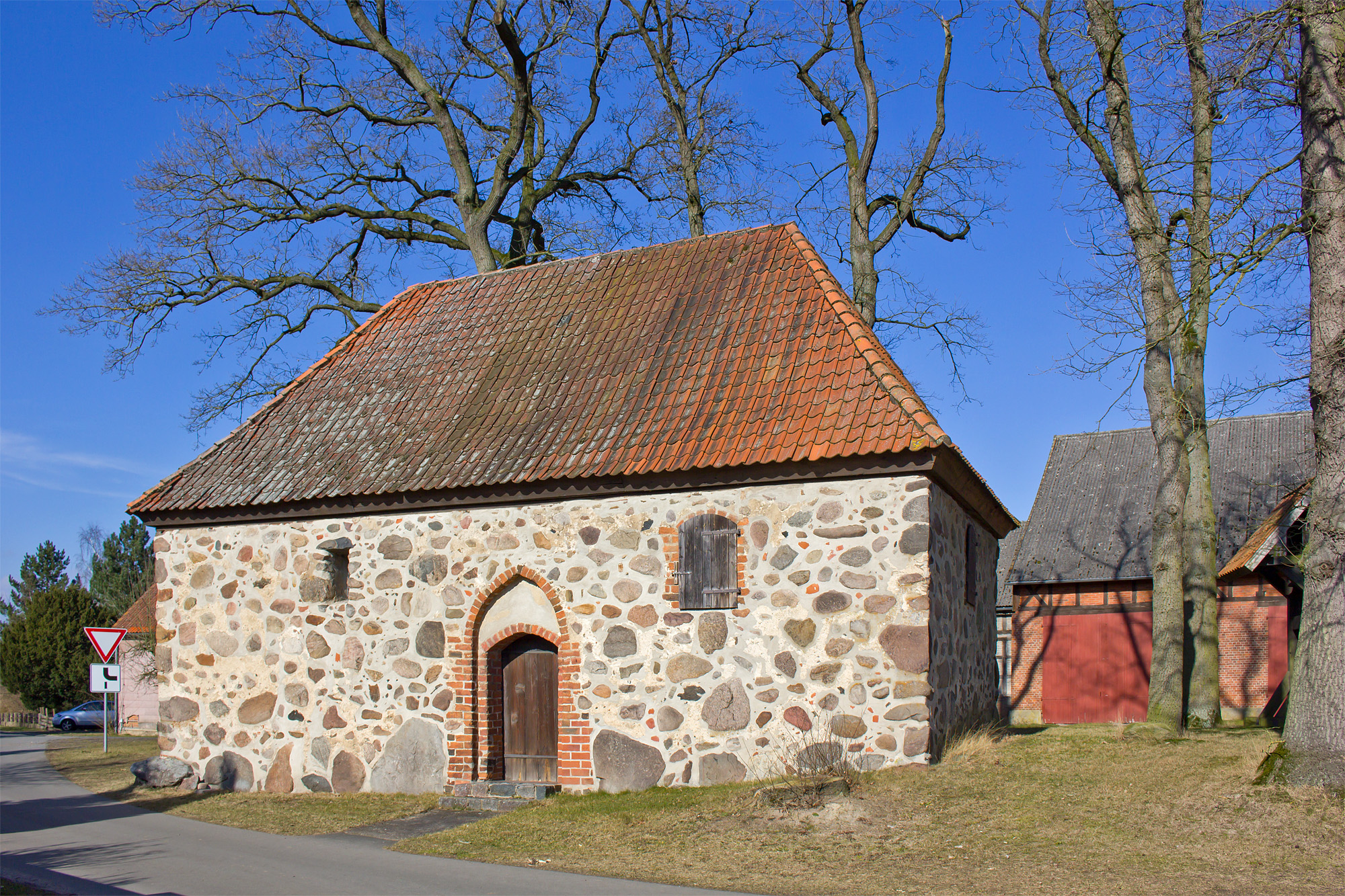
Feldsteinkapelle Thune

Die kleine turmlose Kapelle mit kleinen Fenstern hat bis heute kein elektrisches Licht. 1543 wird sie erstmals erwähnt, wurde wohl im 13. Jahrhundert erbaut. Innenraum und Altar sind schlicht gestaltet. Die mit einem Spitzbogen versehene Eingangstür wird von zwei großen Wächtersteinen verziert. Die Glocke von 1493 hängt draußen in einem Glockenstuhl. Früher war sie in der Kapelle angebracht.

### Hugo-Körtzinger-Atelier

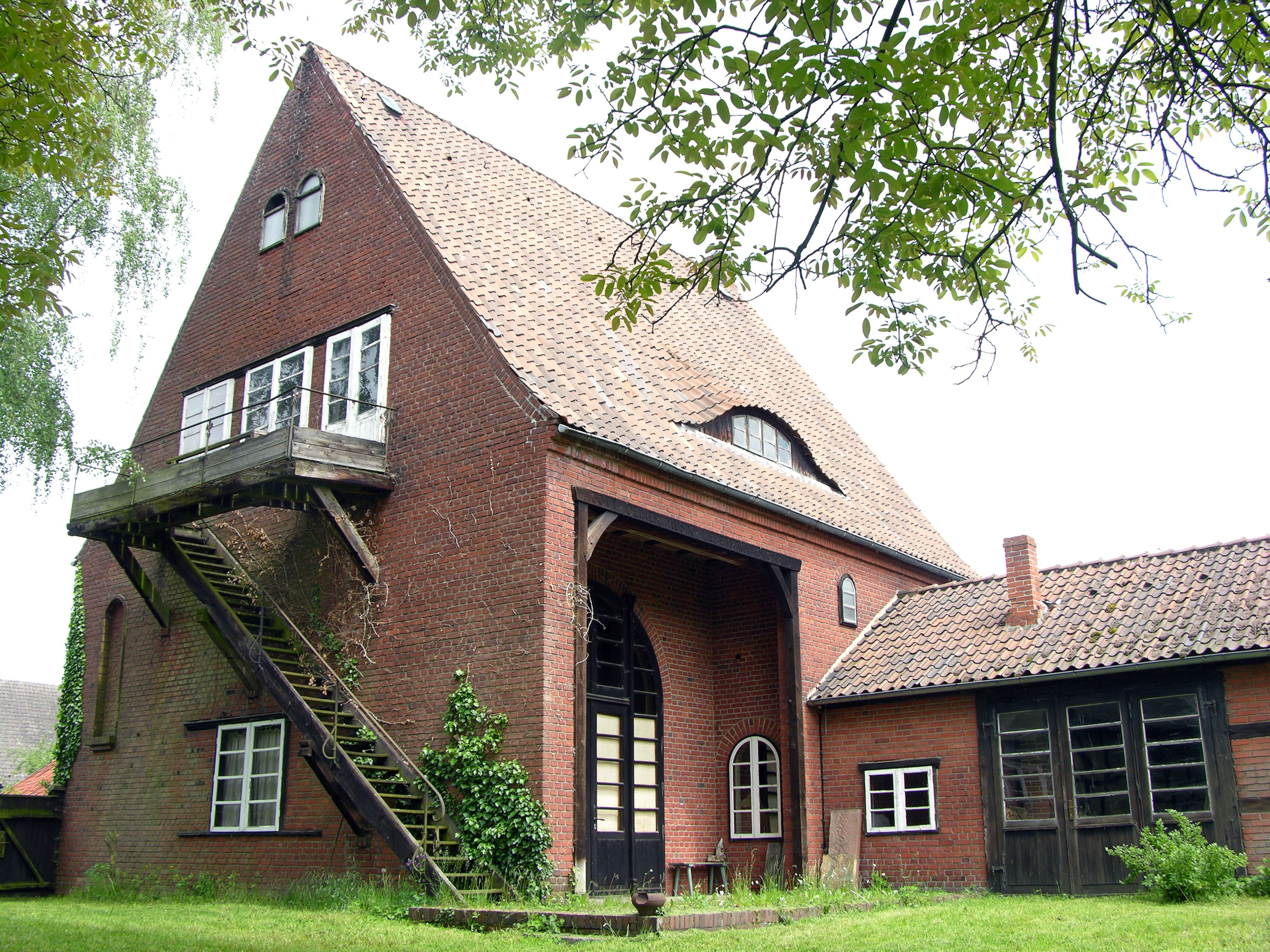
Hugo-Körtzinger-Atelier, Schnega

Der seit 1914 in Schnega ansässige Maler, Bildhauer, Schriftsteller und Orgelspieler Hugo Körtzinger baute auf seinem Anwesen in den Jahren 1936/37 ein großes Werkstattgebäude im Stil der Neuen Sachlichkeit. Das hoch aufstrebende Gebäude mit hoher Decke und Deckenlichtfeldern, großflächiger nordwärtiger Verglasung und großem Eingangstor zeigt deutlich seine Zweckbestimmung. Das Gebäude wurde in den Jahren 2012–2015 aufwendig restauriert. Erwähnenswert ist auch eine große Walcker-Orgel (III/P, 30 + 31 Transmissionen), die in den Jahren 1937–1948 in mehreren Ausbaustufen eigens und nach Körtzingers Vorstellungen für das Atelier gebaut wurde. Sie ist vermutlich eine der größten Privatorgeln Deutschlands. Nach aufwändiger denkmalgerechter Restaurierung ist die Orgel wieder voll spielfähig und wird seit 2019 im Rahmen der Reihe „Werkstattkonzerte Schnega“ der Öffentlichkeit vorgeführt.

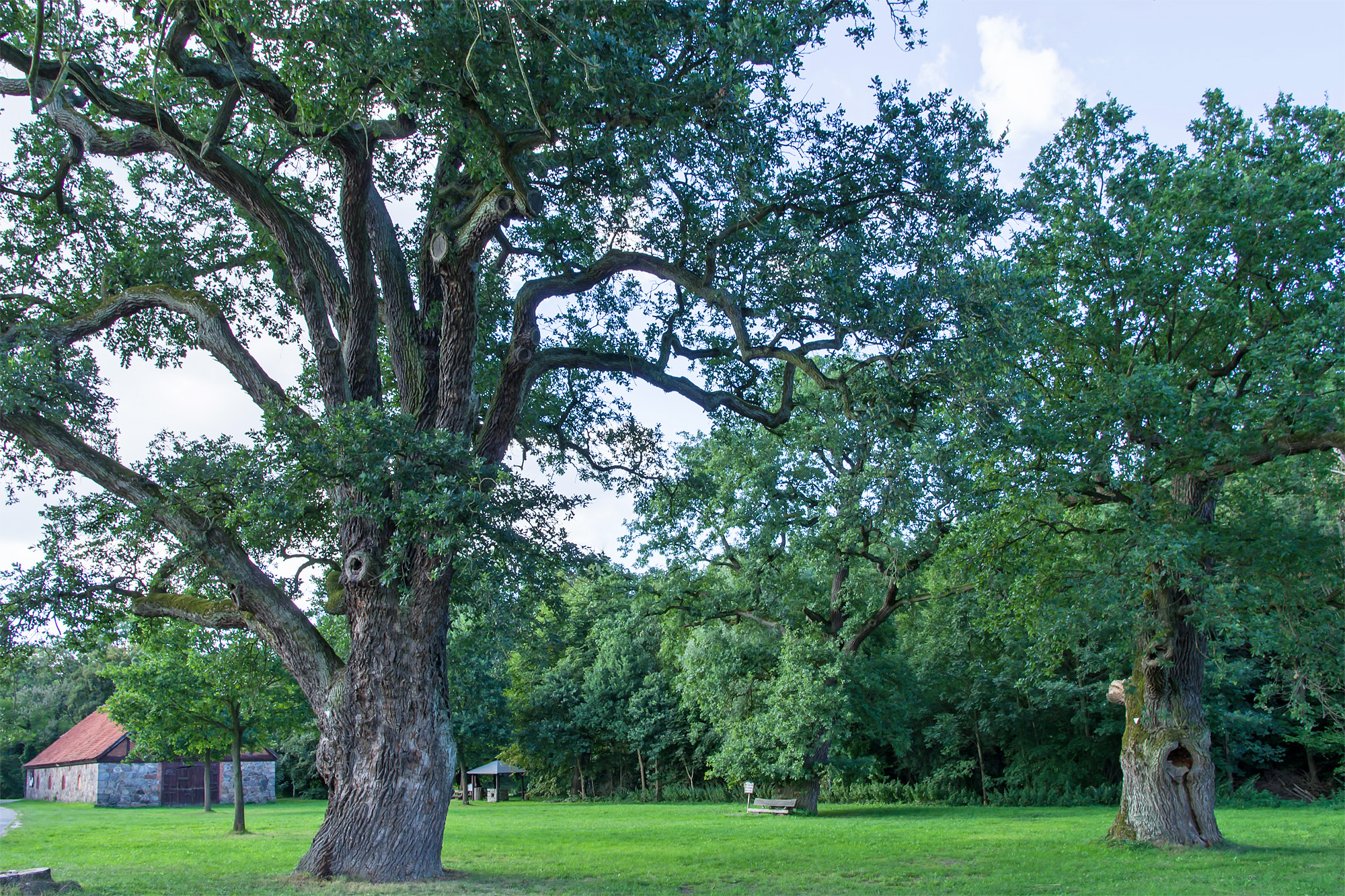
Naturdenkmal „Gruppe von drei Eichen“ in Schnega

## Verkehr
- Die B 71 Uelzen–Salzwedel verläuft durch die Gemarkungen der im Norden der Gemeinde liegenden Ortsteile Solkau und Winterweyhe.
- Der Bahnhof Schnega liegt an der Bahnstrecke Stendal–Uelzen, deren zweigleisigen Ausbau zwischen Uelzen und Salzwedel in den 2020er Jahren abgeschlossen werden soll. Er wird stündlich von Regionalexpress-Zügen bedient.